# Marina de Castarlenas
Marina de Castarlenas Angurell (Barcelona, 6 de diciembre de 1900-íd., 18 de octubre de 1974) fue una escritora y pianista española.

## Biografía
Casada con el industrial textil Federico Rubio Felipe, fue principalmente escritora y narradora y profesora de piano y violín. Colaboró en numerosos programas de radio, en especial en Radio Miramar y Radio Barcelona, entre 1930 y 1955. Se dio a conocer con una novela, Rafael de Teresa (1934) escrita contra otra de Miguel de Unamuno, Teresa de Rafael. También escribió varios monólogos divulgados en la radio y las comedias ¡¡Mujeres!! y Vivir después de morir, de las cuales solo esta última consta que fuese estrenada en 1959 en Barcelona, Madrid y diversas provincias. Tuvo dos hijos, Marina y Alfredo. La primera fue poetisa y cantante, el último, Alfredo Rubio de Castarlenas, médico, sacerdote, filósofo y también poeta.

## Obras

### Narrativa
- Rafael de Teresa, 1934.
- Amor y nobleza
- Carlos
- Sombras
- Como el mar (1942)
- ...Habrá poesía!
- ¡Triunfé...!
- Rosas blancas (Barcelona, imp. J. Ferrer Coll, 1943)
- El tío rico.

### Lírica
- Senderos
- Horas azules (1934)
- Romances de amor y renunciación.
- Rafael (Barcelona, imp. J. Ferrer Coll, 1942)
- Sonetos (Barcelona, imp. viuda de Ferrer Coll, 1946)

### Teatro
- Entre riscos, Barcelona: Bazar Barcelona Tallers, 1933.
- El barrio de los gitanos
- Sagrario la gitana
- ¡¡Mujeres...!!, comedia
- Vivir después de morir, 1959, comedia.